# Juliusz Brzezinski
Juliusz Brzezinski, född 1939, är en svensk professor emeritus i matematik vid Göteborgs universitet.
Brzezinski disputerade 1967 vid universitetet i Warszawa på en avhandling Minimal Models of Absolute Arithmetic Surfaces inom området algebraisk geometri. Han utnämndes till professor vid matematisk-naturvetenskapliga fakulteten vid Göteborgs universitet den 14 april 2000. Hans forskning har varit koncentrerad till interaktioner mellan talteori, algebra och geometri av ordningar i algebror över globala kroppar, i synnerhet, till kvaternionordningar i sådana algebror.
Brzezinski har under 2017 debatterat i Folket i Bild Kulturfront där han bland annat kritiserat Jan Myrdal för ifrågasättande och förminskande av Förintelsen, samt hopkoppling av Israelkritik och antisemitism. Debatten har kommenterats av Margareta Zetterström.